# Сант'Еђидио II (Асколи Пичено)
Сант'Еђидио II (итал. Sant'Egidio II) насеље је у Италији у округу Асколи Пичено, региону Марке.
Према процени из 2011. у насељу је живело 21 становника. Насеље се налази на надморској висини од 160 м.